# Mordovia Cup 2006
Il Mordovia Cup 2006 è stato un torneo di tennis facente parte della categoria ATP Challenger Series nell'ambito dell'ATP Challenger Series 2006. Il torneo si è giocato a Saransk in Russia dal 31 luglio al 6 agosto 2006 su campi in terra rossa.

## Vincitori

### Singolare
Igor Sijsling ha battuto in finale  Farruch Dustov con il punteggio di 7–6(8), 6–4

### Doppio
Aleksej Kedrjuk /  Orest Tereščuk hanno battuto in finale  Robin Haase /  Dekel Valtzer 6–4, 5–7, [10-5]